# Ammersbek-Niederung
Die Ammersbek-Niederung ist ein Naturschutzgebiet in der schleswig-holsteinischen Gemeinde Ammersbek und der Stadt Ahrensburg im Kreis Stormarn.
Das rund 349 Hektar große Naturschutzgebiet ist unter der Nummer 187 in das Verzeichnis der Naturschutzgebiete des Ministeriums für Energiewende, Landwirtschaft, Umwelt, Natur und Digitalisierung des Landes Schleswig-Holstein eingetragen. Es wurde 2002 ausgewiesen (Datum der Verordnung: 29. Mai 2002). Ein Teil des Naturschutzgebietes im Norden ist Bestandteil des FFH-Gebietes „Hansdorfer Brook mit Ammersbek“. Zuständige untere Naturschutzbehörde ist der Kreis Stormarn.
Das Naturschutzgebiet liegt nordwestlich von Ahrensburg an der Landesgrenze zu Hamburg. Es grenzt im Westen an das Naturschutzgebiet „Wohldorfer Wald“ und im Norden an die Naturschutzgebiete „Duvenstedter Brook“ und „Hansdorfer Brook“. Weiterhin grenzt es im Westen an das Landschaftsschutzgebiet „Wohldorf/Ohlstedt“ und im Süden und Norden an das Landschaftsschutzgebiet „Ammersbek“.

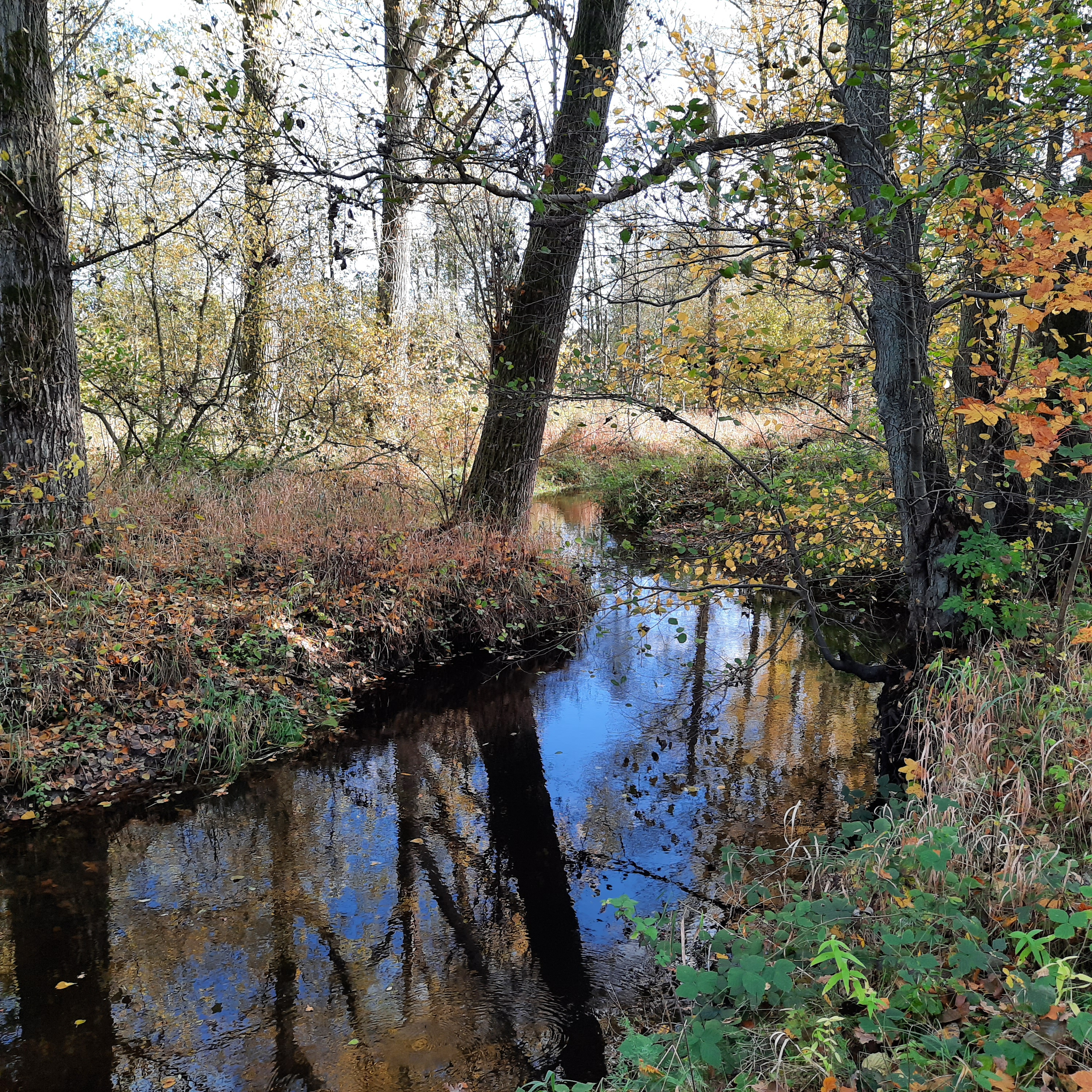
Ammersbek im Verlauf zwischen Hansdorfer Brook und Ammersbek-Niederung

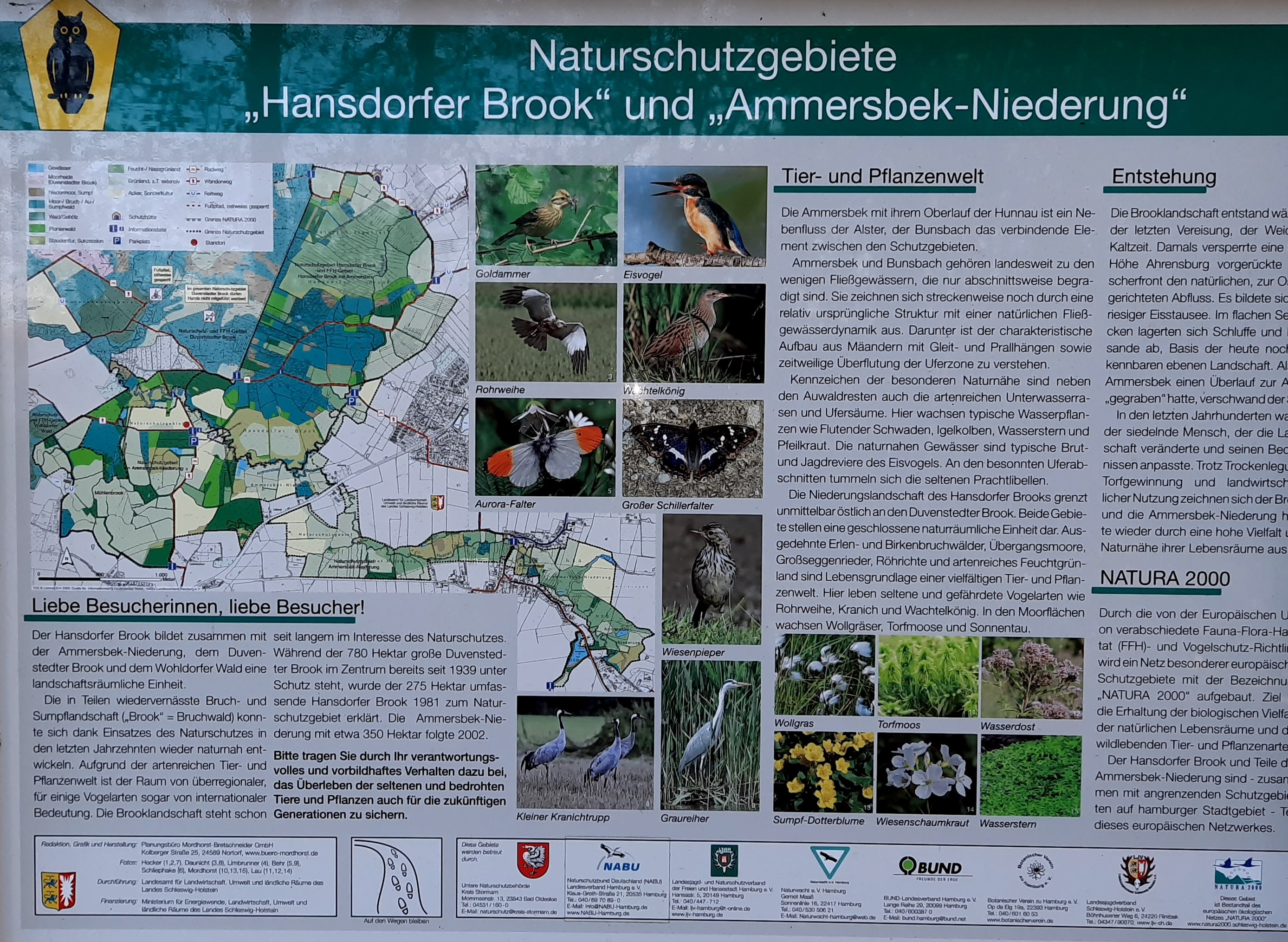
Schautafel Hansdorfer Brook und Ammersbek-Niederung

Das Naturschutzgebiet umfasst den Oberlauf der Ammersbek, einem Nebenfluss der Alster, mit den Quellbächen Bunsbach sowie Hunnau bzw. Aue (auch als Bünningstedter Aue bezeichnet), seine Niederung und die angrenzenden Flächen mit Bruchwäldern und Auwaldresten, quelligem Feuchtgrünland, Knicks und Feldgehölzen, Ackerflächen, Brachen sowie dem Reesenbütteler Teich bei Ahrensburg. Die Niederung der Ammersbek liegt in einer glazialen Rinne im Übergang zwischen Jungmoräne und glazialer Beckenlandschaft. Sie stellt sich als halboffene Landschaft dar. Die Fließgewässer verlaufen vielfach noch naturnah mäandrierend. Hier kommen Pfeilkraut, Igelkolben, Wasserstern und Laichkräuter vor. An den von Hochstaudenfluren eingenommenen Ufern sind beispielsweise Zaunwinde, Mädesüß und Wasserdost zu finden. In nassen Wiesenbereichen wachsen Sumpfdotterblume und Wiesenschaumkraut. Die Wasserläufe sind Lebensraum für zahlreiche Prachtlibellen und Nahrungsrevier von Eisvogel und Gebirgsstelze. Die Feuchtwiesen bieten Sumpfrohrsänger und Rohrammer einen Lebensraum, vereinzelt kommen auch Schlagschwirl und Wachtelkönig vor.
Das Naturschutzgebiet wird an mehreren Stellen von Straßen gequert. Das Gebiet wird vom NABU Hamburg, dem Landesjagd- und Naturschutzverband Freie Hansestadt Hamburg, der Naturwacht Hamburg, dem Botanischen Verein zu Hamburg und dem BUND Hamburg betreut.